# Martinsaari (ö i Södra Savolax, Nyslott, lat 61,78, long 29,31)
Martinsaari är en ö i Finland. Den ligger i sjön Pihlajavesi och i kommunen Nyslott i  landskapet Södra Savolax, i den sydöstra delen av landet, 290 km nordost om huvudstaden Helsingfors. Öns area är 3,7 hektar och dess största längd är 310 meter i nord-sydlig riktning.